# Evan Sherman
Evan Sherman (* 1993) ist ein US-amerikanischer Jazzmusiker (Schlagzeug, auch Perkussion) in der Hardbop-Tradition.

## Leben und Wirken
Sherman begann bereits mit fünf Jahren Schlagzeug zu spielen; erste Aufnahmen entstanden 2011, als er Mitglied der Bigband von Roy Assaf war (Respect). Im Laufe seiner bisherigen Karriere als professioneller Musiker arbeitete er mit Ron Carter, Cyrus Chestnut, Roy Hargrove, Jimmy Heath, Branford Marsalis, sowie mit Wynton Marsalis und dem Jazz at Lincoln Center Orchestra und der Ghost Band Dizzy Gillespie All-Stars. 2014 gründete er die Evan Sherman Big Band, in der neben der 16-köpfigen Stammbesetzung auch Gastmusiker wie Roy Hargrove, Ku-umba Frank Lacy, Johnny O’Neal und Jon Batiste spielten. Mit seiner Bigband trat Sherman u. a. auf dem Perth International Arts Festival und in Jazzclubs wie The Rainbow Room, Ginny’s, The Django, SteelStacks und im Dizzy’s Club auf.
2017 bildete Sherman mit Emmet Cohen und Ron Carter ein Live-Trio; ein Mitschnitt aus Vancouver erschien als Album 2018. Des Weiteren unterrichtet Sherman bei Workshops und ist künstlerischer Leiter der Veranstaltungsreihe Jazz for Jennings, die der frühere ABC-Journalist Peter Jennings mit Max Roach gegründet hatte. Im Bereich des Jazz war er zwischen 2011 und 2017 an fünf Aufnahmesessions beteiligt, u. a. mit Eric Miller, Adam Rongo und Vanessa Perea. 2018 trat er mit seinem Evan Sherman Rebop Evolution Trio auf, 2019 auch mit den Enigmatics von Russell Hall.

## Diskographische Hinweise
- Emmet Cohen Featuring Ron Carter, Evan Sherman: Masters Legacy Series Volume 2 (Cellar Live, 2018)